# Sleepy Hollow (Wyoming)
Sleepy Hollow – jednostka osadnicza w Stanach Zjednoczonych, w stanie Wyoming, w hrabstwie Campbell.